# Scopula mesites
Scopula mesites är en fjärilsart som beskrevs av Louis Beethoven Prout 1935. Scopula mesites ingår i släktet Scopula och familjen mätare. Inga underarter finns listade.